# NGC 234
NGC 234는 물고기자리에 위치한 중간나선은하이다. 1784년 10월 14일, 윌리엄 허셜에 의해 발견되었다.